# Friedenstruppen der Vereinten Nationen

Logo der UN-Friedenstruppen

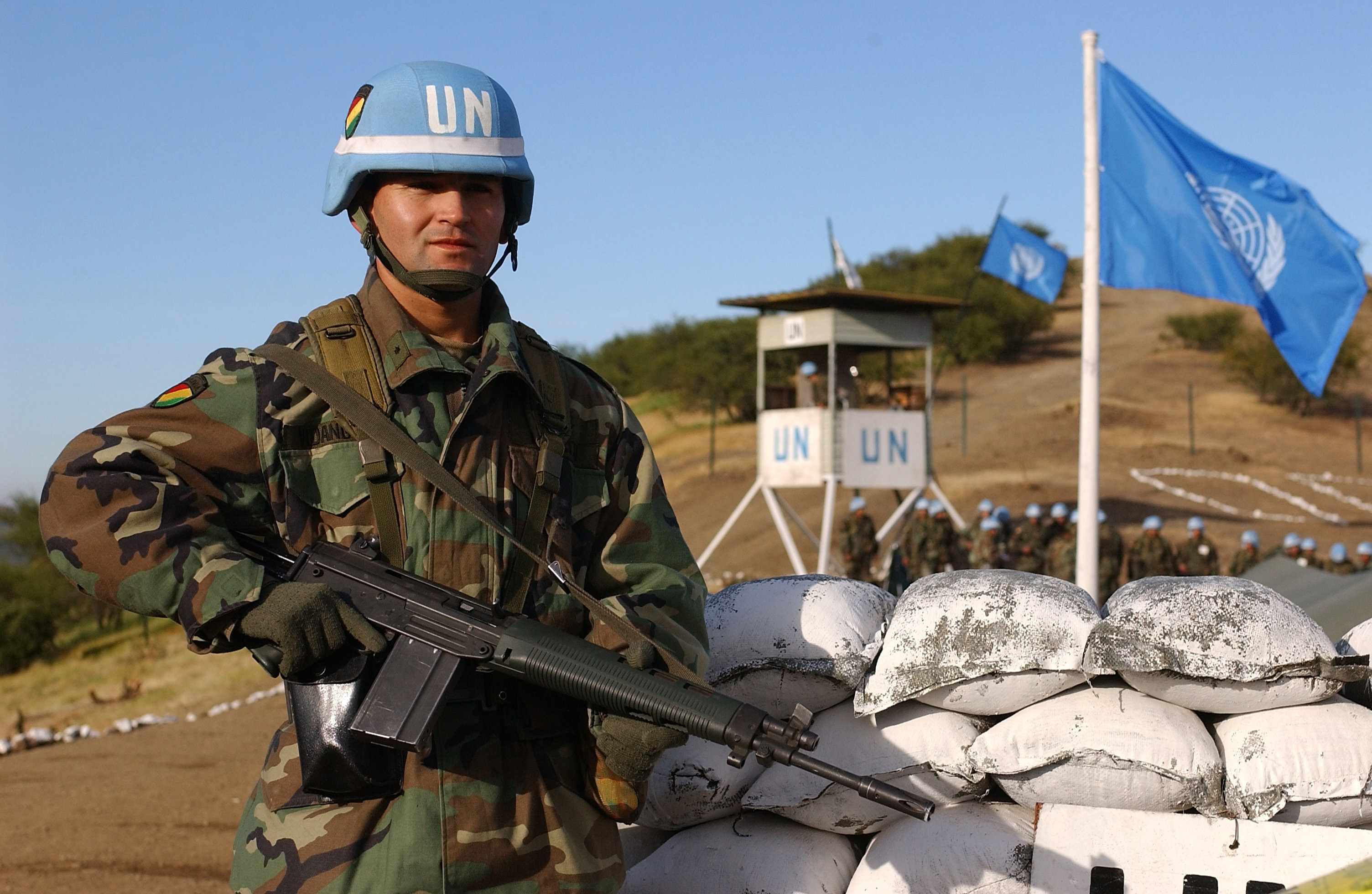
Bolivianischer Blauhelm-Soldat bei einer Übung in Chile

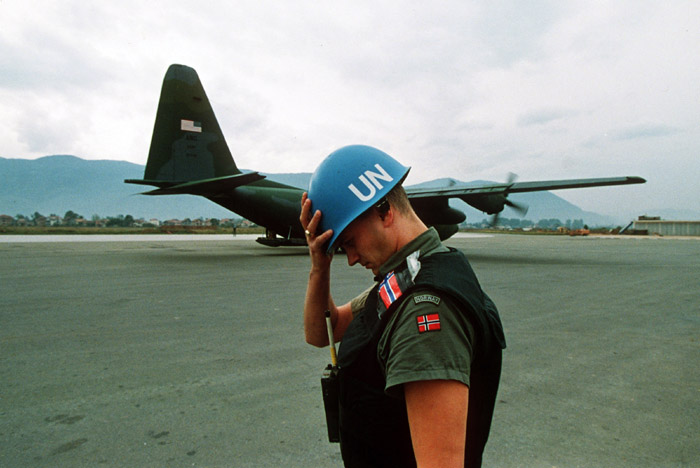
Norwegischer Blauhelm-Soldat während der Belagerung von Sarajevo

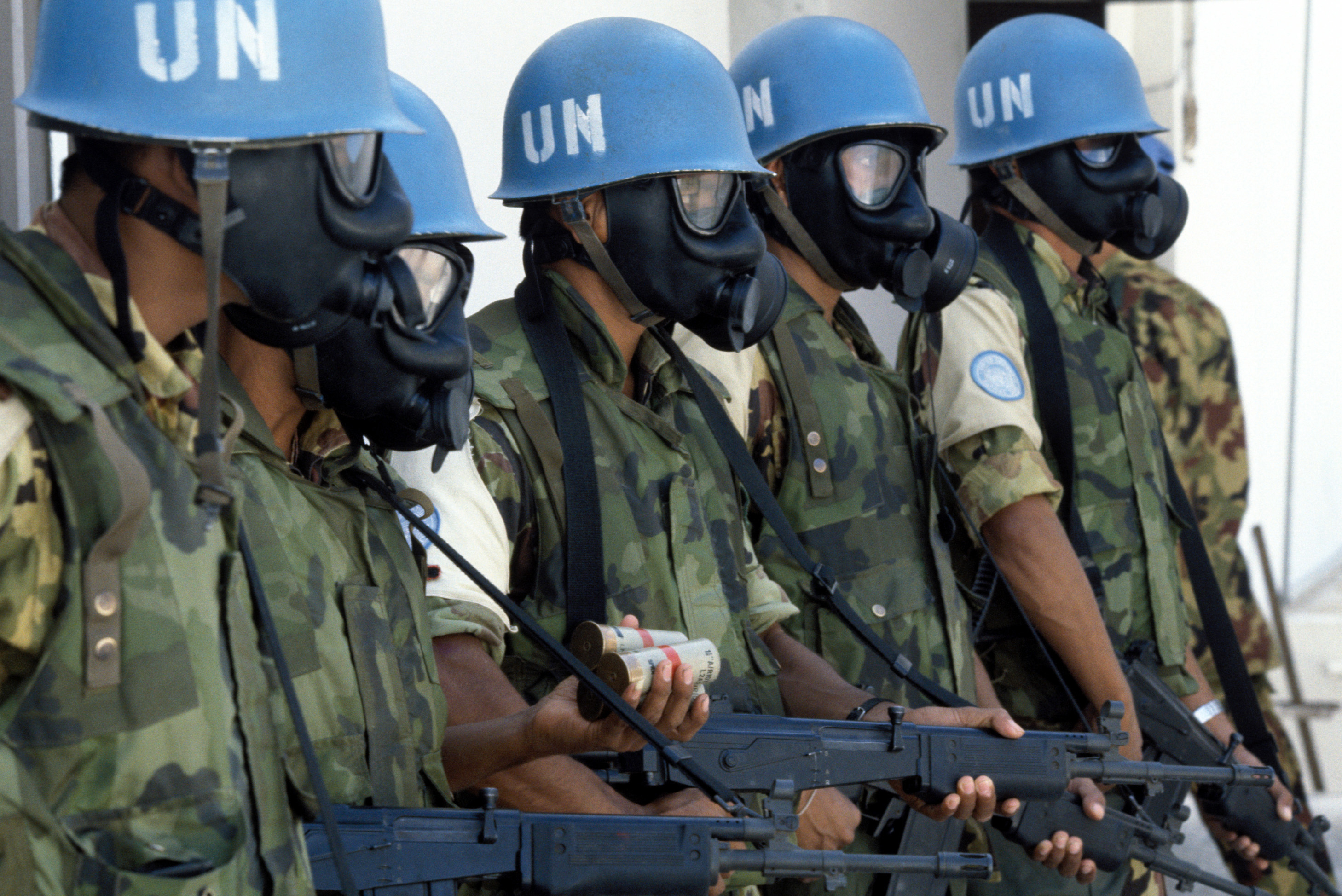
Nepalesische UN-Soldaten während des Einsatzes in Somalia 1993

Als Friedenstruppen der Vereinten Nationen oder UN-Friedenstruppen, aufgrund der UN-blauen Kopfbedeckungen der eingesetzten Kräfte umgangssprachlich auch Blauhelmsoldaten oder Blauhelmtruppen genannt, werden militärische Einheiten bezeichnet, die von den Mitgliedstaaten der Vereinten Nationen (UN) für Einsätze zur Friedenssicherung (genannt Friedensmissionen, ugs. Blauhelmmission oder Blauhelmeinsatz) bereitgestellt werden und unter dem Kommando der UN stehen.
Über Friedenssicherungseinsätze der Vereinten Nationen entscheidet deren Sicherheitsrat. Für die Umsetzung ist die im UN-Sekretariat angesiedelte Hauptabteilung für Friedenssicherungseinsätze (englisch Department of Peacekeeping Operations) verantwortlich.
Für ihr Engagement zur Sicherung des Weltfriedens erhielten die UN-Blauhelme 1988 den Friedensnobelpreis.

## Geschichte
Militärangehörige als Vermittler wurden erstmals 1947 im Rahmen der United Nations Special Committee on the Balkans (UNSCOB) entsandt.
Der erste Einsatz von unbewaffneten UN-Militärbeobachtern erfolgte 1948 im Rahmen der Organisation der Vereinten Nationen zur Überwachung des Waffenstillstands (UNTSO) im Palästinakrieg.
Im Zuge der Suezkrise 1956 wurde mit der Noteinsatztruppe der Vereinten Nationen (UNEF) erstmals eine bewaffnete Einheit aufgestellt.
Die während der Kongokrise 1960 entsandte Operation der Vereinten Nationen in Kongo (ONUC) verwendete auf Anregung von UN-Generalsekretär Dag Hammarskjöld erstmals die blauen Helme und die Aufschrift „UN“ auf ihren Militärfahrzeugen.

## Friedensmissionen
Die Friedensmission bzw. friedenserhaltende Mission ist eine Form des Einsatzes militärischer Kräfte durch die Vereinten Nationen. Sie ist zu unterscheiden von der Beobachtermission und der Friedenserzwingung nach Kapitel VII der Charta der Vereinten Nationen. Wie alle bewaffneten Einsätze der Vereinten Nationen setzt sie eine entsprechende Resolution des UN-Sicherheitsrates voraus, die Art, Umfang und Dauer des Einsatzes festlegt; ein sog. UN-Mandat.
Eine Friedensmission der Vereinten Nationen findet immer nur mit Zustimmung der Regierung des Landes statt, in dem ihre Einheiten tätig werden, oder aber mit allen dort bestehenden Konfliktparteien. Diese Regelung soll verhindern, dass die Blauhelme zwischen die Fronten geraten und Teil des Konflikts werden. Ihre Truppen haben niemals einen Kampfauftrag, sind aber bewaffnet und zumindest in gewissem Umfang berechtigt, von ihrer Waffe Gebrauch zu machen. So sind sie ermächtigt, grundsätzlich sich selbst und teilweise auch ihre Stellung zu verteidigen sowie ihre Bewegungsfreiheit zu gewährleisten. Unter dem Eindruck der Erfahrungen in Ruanda 1994 und in Srebrenica 1995 wurden die Missionen seit 1999 stets mit einem „robusten Mandat“ ausgestattet, das die Soldaten auch dazu berechtigt, Zivilisten mit Waffengewalt zu schützen.
Grundsätzlich gilt, dass eine signifikante UN-Präsenz den Konflikt beruhigt und Sicherheit für die Bevölkerung gewährleistet, wie der Präsident von Blue Shield International Karl Habsburg-Lothringen bei einem Besuch im UNIFIL-Österreicher-Camp im Libanon festhält. Zu den Instrumenten einer Friedensmission zählen die Einsetzung von Untersuchungskommissionen, Vermittlungen zwischen Konfliktparteien, Anrufung des internationalen Gerichtshofes in Den Haag soweit sich diesem beide Streitparteien unterworfen haben, die Bildung von UN-kontrollierten Pufferzonen, die Entsendung von Wahlbeobachtern wie z. B. bei der Mission der Vereinten Nationen in Osttimor (UNAMET).
Friedensmissionen der Vereinten Nationen dienten bisher zumeist der humanitären Hilfe, der Überwachung eines Waffenstillstandes wie z. B. die Friedenstruppe der Vereinten Nationen in Zypern (UNFICYP), der Entwaffnung von Bürgerkriegsparteien wie die Operation der Vereinten Nationen in Mosambik (ONUMOZ) oder der Sicherung eines Dekolonisierungsprozesses wie z. B. die Sicherheitstruppe der Vereinten Nationen in West-Neuguinea (UNSF). In diesem Sinne dient eine Friedensmission als Friedenssicherung oder Polizei- und Ordnungsmacht der Weltorganisation.
Zu den weiteren Aufgaben können die Unterstützung der staatlichen Bürokratie oder Unterstützung beim Demokratisierungsprozess zählen. Solche Maßnahmen fallen in den Bereich des peace building, bei dem es darum geht, den Frieden langfristig und nachhaltig zu sichern. Solche multidimensionalen Einsätze, die neben Soldaten auch Polizisten, Rechtshelfer und Verwaltungsbeamte umfassen, werden auch als „zweite Generation“ der Friedensmissionen bezeichnet. Dazu zählen auch Kooperationen mit NGOs wie zum Beispiel hinsichtlich Kulturgüterschutz mit dem Internationalen Komitee vom Blauen Schild (Association of the National Committees of the Blue Shield, ANCBS).
Insgesamt gibt es im Hinblick auf die Einsatzmodalitäten der verschiedenen Missionen Unterschiede. Die von der Anlage her gegebenen Möglichkeiten des Vorgehens mit Waffengewalt schafft jedoch Situationen, in denen Raum für die Anwendung des Kriegsvölkerrecht besteht. Da die Vereinten Nationen eine internationale Organisation sind, dem Abkommen über das Kriegsvölkerrecht aber nur Staaten beitreten können, ist vor allem der rechtliche Status der Friedensmissionen in vielen konkreten rechtlichen Fragen noch offen und ungeklärt.

## Einsätze (Missionen)
Seit 1948 gab es insgesamt 71 Friedenseinsätze der Vereinten Nationen. Aktuell gibt es 14 laufende Einsätze, die meisten davon in Afrika und im Nahen Osten.

UN-Friedenseinsätze weltweit (dunkelblau: laufend; hellblau: abgeschlossen), Stand: Ende 2018

Im Mai 2025 waren nach Angaben der UN-Abteilung für Friedenssicherungseinsätze (DPKO) mehr als 60.000 Soldaten (ca. 53.000) und Polizisten (ca. 6.000), Militärbeobachter und Mitarbeiter aus 121 Staaten, hauptsächlich aus Entwicklungsländern zur Friedenssicherung aktiv. Der Frauenanteil beträgt ca. fünf Prozent. Die größten Truppensteller sind Nepal mit 7.597, Ruanda mit 5.886, Bangladesch mit 5.686, Indien mit 5.393. Deutschland rangiert mit 263 Soldaten auf Platz 40. Für einige Länder stellt diese Beteiligung eine wichtige Devisenquelle dar. Für jeden Blauhelmsoldaten zahlt die UN 1.410 US-Dollar pro Monat. Bangladesch bezieht jährlich etwa 200 Mio. Dollar an Rekompensation. Weiterhin ist eine gute Beziehung zur UN ein wichtiger Grund, warum sich die Armee innenpolitisch zurückhält.
Bis Ende Mai 2025 haben 4.439 Angehörige von UN-Friedensmissionen aus 136 Staaten ihr Leben während des Einsatzes verloren, davon 3045 Soldaten, 98 Militärbeobachter, 314 Polizisten, 554 örtliche Mitarbeiter, 354 ausländische Zivilangestellte sowie 74 weitere Einsatzkräfte. Die Zahlen schließen verschiedene Todesursachen wie Kampfhandlungen, Unfälle und Krankheiten mit ein. Aus Österreich wurden im Rahmen von Blauhelm-Missionen bisher 44 Menschen getötet, aus Deutschland 17 und aus der Schweiz 3.

## Veteranenvereinigungen
In einigen Ländern, die regelmäßige Kontingente für Friedenseinsätze der Vereinten Nationen stellen, bestehen Veteranenverbände von Teilnehmern an diesen Einsätzen. Die Aufgaben dieser Verbände bestehen vorrangig in Kameradschaftspflege und Kameradengedenken, Sorge um Angehörige und Familien, Informationsaustausch und Wissensweitergabe (auch im Sinne eines Lessons Learned Prozesses) sowie Öffentlichkeits- und Friedensarbeit. In Österreich besteht seit dem 14. Dezember 1995 die Vereinigung Österreichischer Peacekeeper.

## Finanzierung
Das Budget für Friedenssicherungseinsätze beträgt 6,38 Milliarden US$ pro Jahr (1. Juli 2021 – 30. Juni 2022) und macht damit weniger als 0,5 Prozent der jährlichen weltweiten Militärausgaben aus. Die zehn größten Beitragszahler sind die Vereinigten Staaten (27,9 Prozent), China (15,2 Prozent), Japan (8,6 Prozent), Deutschland (6,1 Prozent), Frankreich (5,6 Prozent), Großbritannien (5,8 Prozent), Italien (3,3 Prozent), Russland (3 Prozent), Kanada (2,7 Prozent) und Südkorea (2,3 Prozent).

## Ausbildung
Der Kern von Friedenstruppen sind Militärbeobachter, die üblicherweise einen Militärbeobachterlehrgang bei einer durch die UN zertifizierten Ausbildungseinrichtung durchlaufen müssen. Der Lehrgang wird „Military Expert on Mission“ (UNMEoM) oder klassisch „Military Observer Course“ (UNMOC) genannt und weltweit durch spezielle UN Ausbildungszentren angeboten, u. a. in Indien, Finnland, Bangladesh, Thailand, Vietnam, China usw. Für den deutschsprachigen Raumː In Deutschland wird der Lehrgang durch das Vereinte Nationen Ausbildungszentrum Bundeswehr, in Österreich durch Austrian Armed Forces International Centre (AUTINT) und in der Schweiz durch das „Trainingszentrum der Schweizer Armee International Command“ (TC SWISSINT) durchgeführt. Zusammen mit niederländischen Schule „for Peace Operations“ (NLD SPO) bilden genannte Zentren insbesondere für die UN Ausbildung den Ausbildungs- und Kooperationsverbund Fo(u)r Peace Central Europe.
Für Verwendungen in höheren Stäben der UN-Friedenstruppen wird der Lehrgang „UN Staff Officer Course“ (UNSOC) angeboten; in Deutschland führt die Führungsakademie der Bundeswehr in Hamburg-Blankenese diesen Lehrgang einmal im Jahr durch.

## Probleme und Kritik

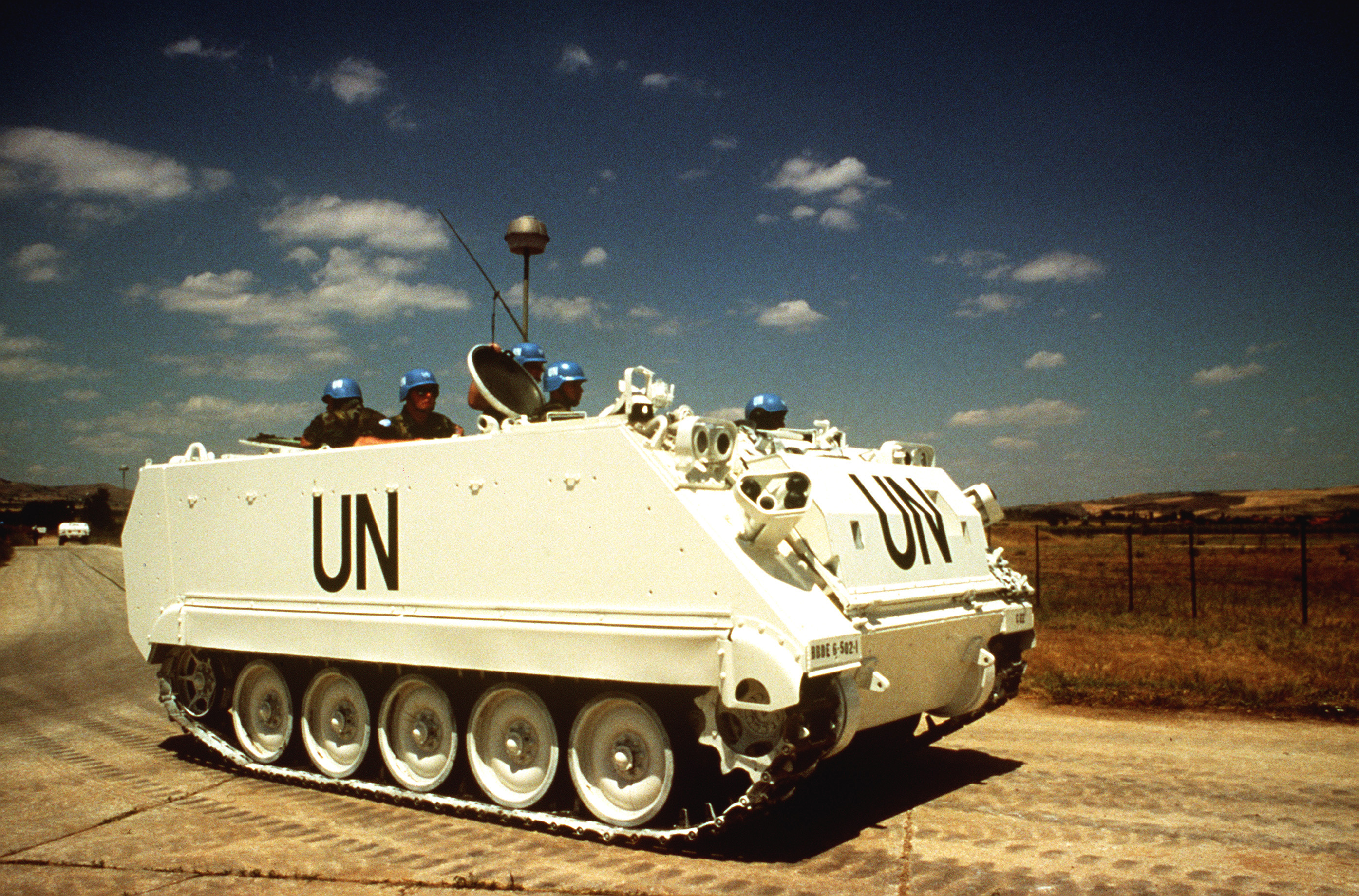
UN-Soldaten 1993 in einem gepanzerten Truppentransporter vom Typ M113. Typischerweise werden alle Fahrzeuge der Friedenstruppen weiß gestrichen, mit einem großen schwarzen „UN“ als Aufschrift

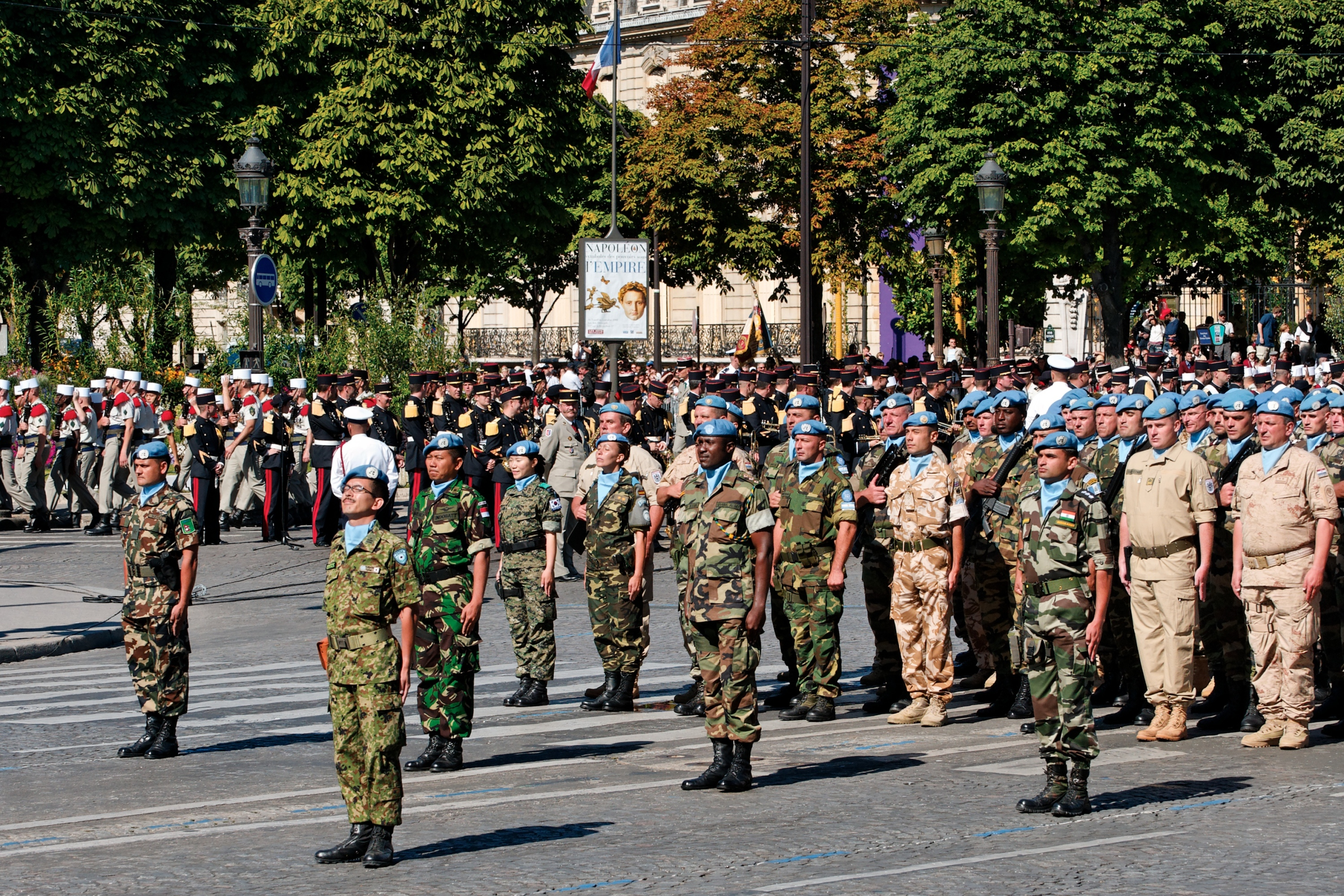
Ein UN-Bataillon bei einer Militärparade 2008

Die Vergangenheit hat gezeigt, dass die UN-Blauhelme nicht immer den Frieden sichern konnten. Es hat sich herausgestellt, dass das Bereitstellen von Truppen durch die UN-Mitglieder auf freiwilliger Basis nicht funktioniert. Zwar werden regelmäßig rund 150.000 Mann theoretisch als verfügbar gemeldet, wenn es aber um konkrete Einsätze geht, wird von den Regierungen nur ein Bruchteil der offiziell verfügbaren Truppen bereitgestellt.
In der Praxis stellt sich auch die Einbindung möglichst vieler Länder in die Friedenstruppe als nicht effektiv heraus. Unklare Befehlsstrukturen, Sprachbarrieren und mangelnde Zusammenarbeit (aus technischen oder menschlichen Unzulänglichkeiten) führen zu Organisationsdefiziten.
Aber auch die Bürokratie des UN-Sicherheitsrates selbst, der als einziges UN-Organ Mandate zu Blauhelmeinsätzen erteilen kann, war in der Vergangenheit Ziel von Kritik. Als 1994 in Ruanda angesichts von Massakern schnell gehandelt werden musste, brauchte der Sicherheitsrat drei Wochen, um die notwendigen Maßnahmen zu ergreifen. Schuld an missglückten Blauhelmeinsätzen waren in der Vergangenheit auch falsche Mandate, mit denen die Friedenstruppen ausgestattet wurden. Oft konnten sie sich durch mangelnde Bewaffnung noch nicht einmal selbst verteidigen und wurden als Geiseln genommen. Auch kam es immer wieder vor, dass Blauhelme zur Friedenserhaltung in noch brodelnde Krisenherde geschickt wurden: „Man schickt Streitkräfte zur Erhaltung eines Friedens, der überhaupt nicht existiert“ (France Soir). Dadurch wurden die Blauhelme ständig in die Auseinandersetzungen verwickelt.
Ein weiteres markantes Beispiel war die UN-Resolution 819, durch die Srebrenica am 16. April 1993 zur UN-Schutzzone erklärt wurde. Zur Sicherung waren etwa 400 niederländische Blauhelm-Soldaten der Schutztruppe der Vereinten Nationen (UNPROFOR) unter dem Befehl von Thomas Karremans eingesetzt. Am 19. April 1995 kapitulierte die Stadt Srebrenica gegenüber den bosnisch-serbischen Belagerern und die Blauhelm-Soldaten waren auf Grund ihres Mandates nicht in der Lage, die Zivilbevölkerung zu schützen. In der Folge dieser Ereignisse kam es zum Massaker von Srebrenica.
Ein weiteres Problem machte im Jahr 2000 der Brahimi-Report-Bericht deutlich. Er stellte fest, dass die Einsätze von 27.000 Blauhelmen in aller Welt im New Yorker UN-Hauptquartier, der Hauptabteilung Friedenssicherungseinsätze (DPKO), von nur 32 Militärexperten geplant, unterstützt und überwacht wurden, und dass für die 8000 Polizisten dort nur 9 Polizeioffiziere verantwortlich waren.
Auch die Sonderstellung der US-amerikanischen Blauhelme war schon oft Anlass für Kritik. Die US-amerikanische Regierung fürchtet, dass es zu politisch motivierten Anklagen gegen die eigenen Truppen kommen könne, und besteht deshalb auf der Immunität ihrer eigenen Truppen.
Um einer Reihe der aufgezählten Probleme begegnen zu können, findet die Friedenssicherung durch die Vereinten Nationen immer häufiger durch Übertragung eines konkreten Handlungsauftrages statt: Die UN vergeben hierbei einen Auftrag zur Friedenssicherung in Form eines vom Sicherheitsrat formulierten Mandats an eine externe Organisation. Entweder handelt es sich dabei um einen einzelnen Staat, eine Gruppe von Staaten oder eine weitere internationale Organisation. Dieses Vorgehen ist allerdings mit Risiken verbunden, so könnten Unterauftragnehmer beispielsweise vom Mandat abweichen und eigene Ziele verfolgen. Eine Alternative wäre eine ständige UN-Eingreiftruppe, wie sie in Artikel 43 der UN-Charta vorgesehen ist. Es fehlt jedoch noch an den entsprechenden Abkommen hierzu.
Menschenrechtsorganisationen sehen in der Stationierung von Friedenstruppen auch die Ursache für stark steigenden Frauenhandel zur Zwangsprostitution in den jeweiligen Regionen. So ist zum Beispiel der Kosovo seit der Entsendung von internationalen friedenserhaltenden Kräften (KFOR) und Einrichtung der Übergangsverwaltungsmission der Vereinten Nationen im Kosovo (UNMIK) zum Hauptziel für Frauen- und Mädchenhandel geworden. Die Zahl an registrierten Etablissements, in denen Frauen als Zwangsprostituierte arbeiten müssen, ist von 18 im Jahr 1999 auf über 200 Ende 2003 gestiegen. Verschärft wird diese Situation auch noch durch die Immunität der Soldaten, die sie im Falle von Menschenrechtsverletzungen vor gerichtlicher Verfolgung schützen. UNMIK hat das Problem mittlerweile erkannt und einige Maßnahmen gesetzt. So wurden unter anderem eine „schwarze Liste“ von rund 200 Bars und Nachtclubs erstellt, die UN-Mitarbeiter und Soldaten nicht besuchen dürfen. 2000 wurde auch eine UNMIK-Spezialeinheit gegen Frauenhandel und Prostitution gegründet (TPIU) und im Januar 2001 erließ die UNMIK eine Richtlinie, die sowohl den Handel als auch den wissentlichen Geschlechtsverkehr mit gehandelten Frauen als strafbare Handlung festschreibt. Diese Maßnahmen werden zwar begrüßt, reichen jedoch aus Sicht der Menschenrechtsorganisationen noch nicht aus.
Laut einem Video aus dem Jahr 2012 haben österreichische Blauhelme des UNDOF Ausbatt 8 syrische Polizisten ohne Warnung passieren lassen, obwohl sie wussten, dass diese dadurch in einen tödlichen Hinterhalt fahren.
Am 30. Januar 2016 hat der stellvertretende Generalsekretär für den Außendienst der Vereinten Nationen, Anthony Banbury, mitgeteilt, dass sich UN-Soldaten 2015 in mindestens 69 Fällen des sexuellen Missbrauchs und der Ausbeutung schuldig gemacht haben. Darunter 22 Fälle in der Zentralafrikanischen Republik.